# 시드니 풋볼 스타디움 (1988년)

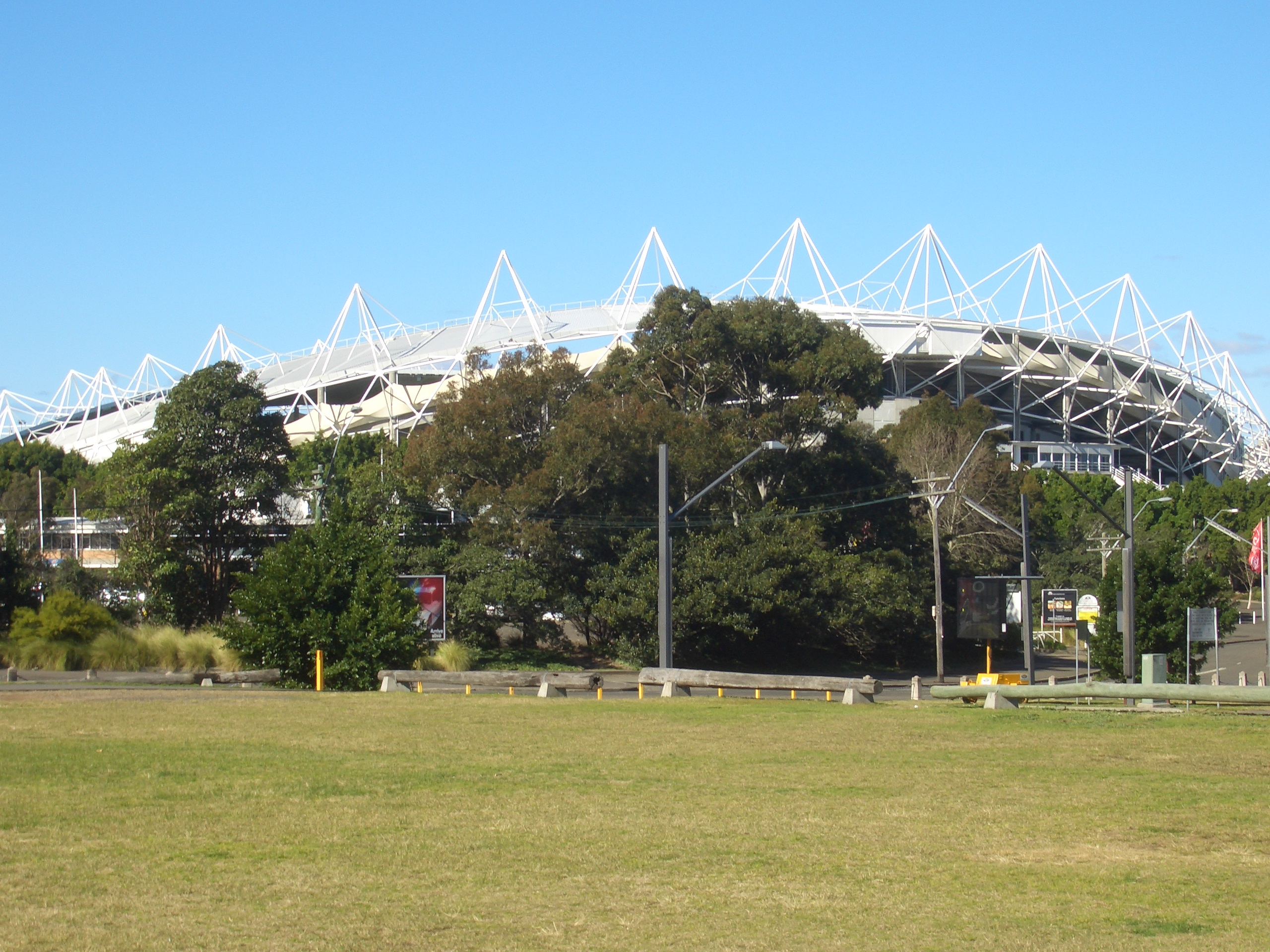
시드니 풋볼 스타디움

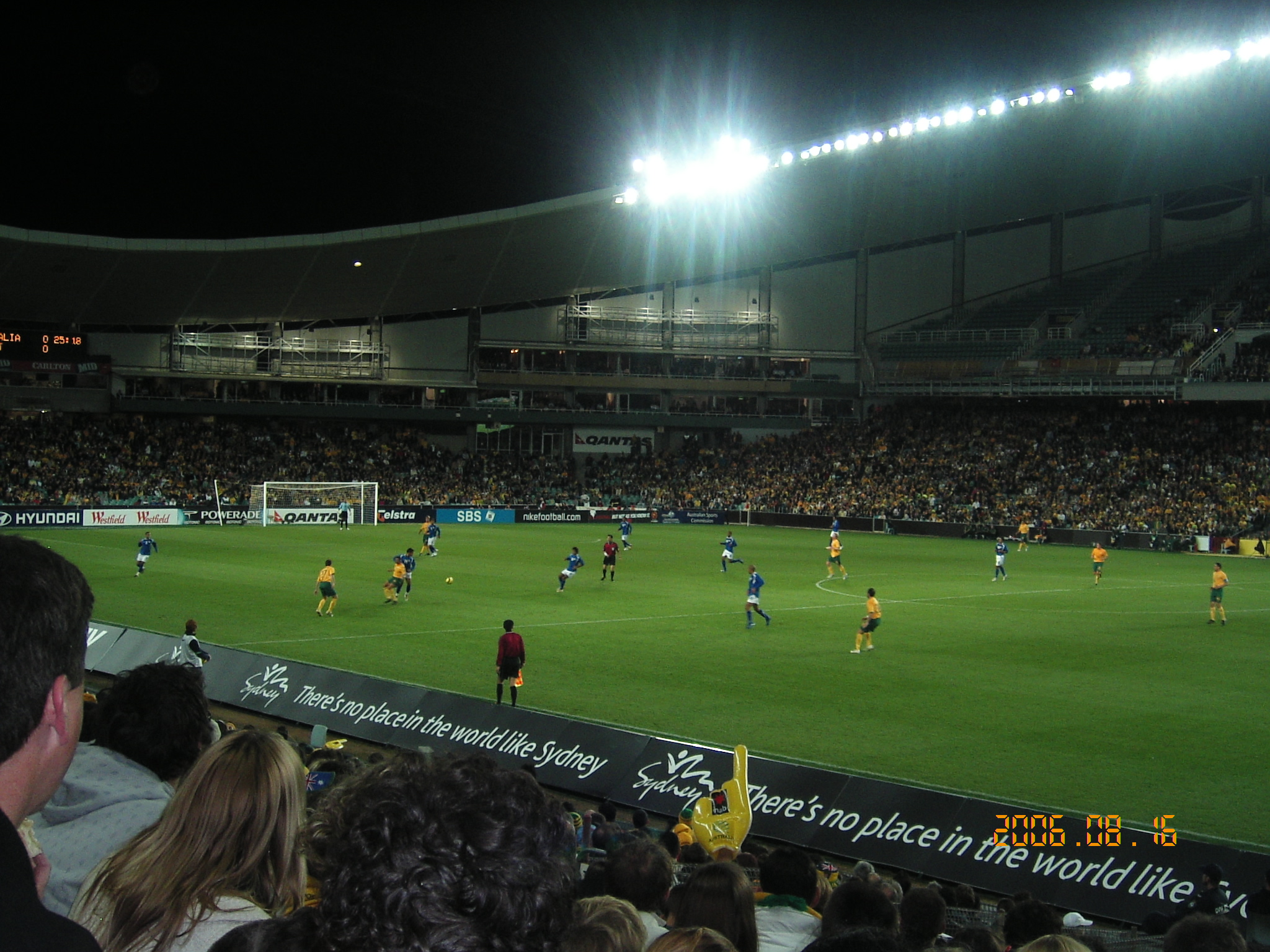
2006년 8월 16일에 열린 오스트레일리아와 쿠웨이트의 2007년 AFC 아시안컵 예선 경기

시드니 풋볼 스타디움(Sydney Football Stadium 줄여서 SFS)은 2002년부터 2007년까지는 오지 스타디움으로 알려졌으며 과거 오스트레일리아 뉴사우스웨일스주 시드니의 무어 파크에 있던 경기장이다.
1998년 럭비 리그 경기를 치르기 위해 직사각형 형태의 경기장이 건설되었으며 현재는 오스트레일리아 국내외의 축구와 럭비 유니온 경기도 이 곳에서 벌어졌다.
이 경기장을 홈 경기장으로 사용하고 있는 팀은 다음과 같다.
- 시드니 루스터스 - 오스트레일리아 내셔널 럭비 리그 (NRL)
- 뉴사우스웨일스 와라타스 - 럭비 유니온 슈퍼 14
- 시드니 FC - 오스트레일리아 현대 A-리그

시드니 풋볼 스타디움에서는 보통 내셔널 럭비 리그 (NRL)의 준 결승전과 예선 라운드 결승전, 시즌이 시작하기 전 사우스 시드니와 세인트 조지 드래곤즈의 채리티 쉴드 경기가 열렸던 곳이다. 과거에는 럭비 리그의 그랜드 파이널 경기가 열렸었다.
1999년 시드니 올림픽을 개최하기 위해 건설된 시드니 올림픽 경기장이 완공되기 전까지 이 경기장에서는 스테이트 오브 오리진 경기나 국제 럭비 경기 등 시드니에서 열린 주요 메이저 대회가 벌어진 장소였다.
2012년 3월 오스트레일리아 알리안츠와 시드니 스타디움의 운영 기관인 시드니 크리켓 그라운드 트러스트(Sydney Cricket Ground Trust)가 맺은 파트너십의 결과로 알리안츠 스타디움(Allianz Stadium)으로 명칭을 변경하였다.

## 역사
1988년 경기장이 만들어지기 전까지 주요 경기가 열렸던 시드니 크리켓 그라운드(SCG)는 타원형의 경기장이어서 크리켓과 오지 풋볼 이외의 다른 스포츠 경기가 열리기에 적합하지 못했다. 이러한 이유에서 1986년 시드니 크리켓 그라운드 트러스트 사(SCG Trust)에 의해 무어 파크 지역 내, SCG 근처에 있던 과거 시드니 스포츠 그라운드 자리에 시드니 풋볼 스타디움이 세워졌다.
개장 초기 이 경기장의 수용 규모는 41,159석으로 건축 되었으나 2007년 확장 공사를 통해 45,500석까지 그 규모를 늘렸고 1993년 오스트레일리아와 아르헨티나의 미국 월드컵 최종 예선 경기에서 43,967 명의 관중이 입장하여 이 경기장에 모인 가장 많은 관중 기록으로 남아있다.
2002년 시드니 풋볼 스타디움은 오지 홈 론 사와의 5년(추후 협상을 통해 +5년 가능)간의 스폰서 계약을 통해 오지 스타디움(Aussie Stadium)으로 개명되었고 2007년 7월 7일 스폰서 계약 연장에 실패하며 원래의 명칭인 시드니 풋볼 스타디움이란 명칭을 다시 사용하게 되었다.
2003년 이 경기장에서는 럭비 월드컵; 아일랜드 대 나미비아, 아르헨티나 대 루마니아, 스코틀랜드 대 피지, 남아프리카 공화국 대 조지아, 조지아 대 우루과이의 경기가 열렸으며 조지아와 우루과이의 마지막 경기에서는 양팀의 저명성이 떨어지는 조건에도 불구하고 28,576 명의 관중이 입장해 경기를 관람하였다.
시드니 풋볼 스타디움에서는 오스트레일리아 국내의 주요 경기가 열렸는데 캔버라 레이더스와 발메인 타이거즈의 1989년 내셔널 럭비 리그 그랜드 파이널 경기, 팬리스와 캔버라의 1991년 내셔널 럭비 리그 그랜드 파이널 경기, 뉴캐슬과 맨리의 1997년 오스트레일리안 럭비 리그(ARL) 그랜드 파이널 등의 경기가 열렸다.
2012년 3월 독일의 보험 회사인 알리안츠 그룹과 파트너십을 통하여 알리안츠 스타디움(Allianz Stadium)으로 이름을 바꿨다. 이는 오스트레일리아 알리안츠와 시드니 스타디움의 운영 기관인 시드니 크리켓 그라운드 트러스트(Sydney Cricket Ground Trust)가 맺은 파트너십의 결과다.
2017년 11월에는 뉴사우스웨일스주 정부가 2,300만 달러를 들여 시드니 풋볼 스타디움과 스타디움 오스트레일리아의 철거 및 재건축 공사를 진행한다는 계획을 발표했다. 2018년 10월 5일에 열린 마이클 부블레의 콘서트를 끝으로 폐장했고 2019년 초반부터 철거 공사가 시작되었다.

## 주요 사건
- 1994년 블레디솔 컵 럭비 대회에서 조지 그레건의 태클로 오스트레일리아가 뉴질랜드에 승리하였다.
- 1993년 아르헨티나 대 오스트레일리아의 1994년 FIFA 월드컵 최종 예선에서 디에고 마라도나가 선수로 뛰었다.
- 2006년 5월 17일 대니 그린과 앤서니 먼다인의 복싱 경기가 열렸다.
- 2006년 11월 25일 럭비 리그 트라이 네이션스 대회의 그랜드 파이널 경기가 열렸다.
- 2007년 초, 2번째 전광판을 설치하고 경기장 규모를 45,500석으로 확장하였다.
- 2007년 7월 7일 환경 콘서트인 라이브 어스 콘서트가 열렸다.
- 2012년 3월 알리안츠그룹과의 파트너십에 의해 알리안츠 스타디움으로 명칭 변경하였다.

## 같이 보기
- 시드니 올림픽 경기장